# グブドゥウェ州
グブドゥウェ州(グブドゥウェしゅう、英語：Gbudwe State)は、南スーダン南部のエクアトリア地方西端にかつて存在した州。2015年成立、2020年廃止。
2014年の人口は45万1150人。
州都はヤンビオ。

## 隣接州
- 北：ワーウ州
- 北東：トンジェ州
- 東：西部レイク州
- 南東：マリディ州
- 南：高ウエレ州
- 西：オー・ムボム州

## 行政区画
12の郡から成る。
- エゾ郡
- サクレ郡
- トンブラ郡
- ナーンディ郡
- ナゲロ郡
- バスカングビ郡
- バンガザギノ郡
- バンガス郡
- モポイ郡
- ヤンビオ郡
- リ・ユブ郡
- ンザラ郡